# Шамметово
Шамме́тово (рос. Шамметово, башк. Шәммәт) — присілок у складі Ілішевського району Башкортостану, Росія. Входить до складу Аккузевської сільської ради.
Населення — 236 осіб (2010; 279 у 2002).
Національний склад:
- башкири — 88 %